# Renê Belmonte
Renê Belmonte (São Paulo, 27 de Janeiro de 1971) é um autor e escritor brasileiro.

## Biografia
Nascido em São Paulo em 1971, estudou publicidade na Escola Superior de Propaganda e Marketing (ESPM) em São Paulo e completou sua formação profissional com um curso de roteiro na City Lit, em Londres, e com a oficina de dramaturgia da Rede Globo. Se mudou para o Rio de Janeiro em 2001, e até 2004 trabalhou na avaliação e desenvolvimento de projetos de longa metragem e televisão. Nesse período desenvolveu 6 séries de TV e trabalhou como consultor em dezenas de outros projetos, incluindo longa-metragens, mobisodes e websodes. Em 2017 retorna à Rede Globo e integra a equipe de colaboradores da telenovela Novo Mundo.
Tem em seu currículo filmes de grande sucesso de público como "Sexo com Amor?" (2008) de Wolf Maia, "Sexo, amor e traição" (2004) de Jorge Fernando, "Se eu fosse você" (2006) de Daniel Filho e "Se eu fosse você 2" (2009), de Daniel Filho. Seus trabalhos internacionais são o colombiano "Entre Sabanas" (2008) e "Entre Lençóis" (2008) dirigidos por Gustavo Nieto Roa; o alemão "Show de Bola" (2007) (aka Streets of Rio), com direção de Alexander Pickl. Para a televisão, escreveu os seriados "Avassaladoras" (Rede Record e Canal Fox), "Sob nova direção" (Rede Globo) e "A Lei e o Crime" (2009).

## Trabalhos na Televisão
Telenovelas
| Ano  | Trabalho   | Emissora    | Escalação   | Parceiros Titulares              |
| ---- | ---------- | ----------- | ----------- | -------------------------------- |
| 2011 | Rebelde    | Rede Record | colaborador | Margareth Boury                  |
| 2017 | Novo Mundo | Rede Globo  | colaborador | Thereza Falcão Alessandro Marson |

Séries
| Ano  | Trabalho                | Emissora    | Escalação       | Parceiros Titulares    |
| ---- | ----------------------- | ----------- | --------------- | ---------------------- |
| 2014 | Amor Custa Caro         | Rede Record | autor principal | Especial de Fim de Ano |
| 2009 | A Lei e o Crime         | Rede Record | colaborador     | Marcílio Moraes        |
| 2008 | Guerra e Paz            | Rede Globo  | colaborador     | Carlos Lombardi        |
| 2006 | Avassaladoras - A Série | Rede Record | autor principal |                        |
| 2003 | Sob Nova Direção        | Rede Globo  | redator         | Paulo Cursino          |

## Trabalhos no Cinema
- 2019 - De Pernas pro Ar 3 ... roteiro
- 2011 - Assalto ao Banco Central ... roteiro [3]
- 2009 - Se Eu Fosse Você 2 ... roteiro
- 2008 - Entre Lençóis ... roteiro
- 2008 - Segunda Chance ... roteiro
- 2008 - Sexo com Amor? ... roteiro
- 2006 - Se Eu Fosse Você ... roteiro
- 2005 - Show de Bola ... roteiro
- 2004 - Sexo, Amor e Traição ... roteiro

## Prêmios e Indicações
Grande Prêmio do Cinema Brasileiro - 2006
- Categoria: Melhor Roteiro Original

Indicado, Se Eu Fosse Você (2006)